# JM事件
JM事件是发生于2020年12月的网络事件。因涉嫌非法销售淫秽色情、血腥暴力漫画，中国大陆漫画作者蒋某某（JM为其化名）被网民举报，引发全国“扫黄打非”工作小组办公室（简称全国扫黄打非办）介入，沈阳市公安局沈北新区分局以涉嫌制作淫秽物品牟利罪将蒋某某刑事拘留。

## 背景
中华人民共和国刑法第三百六十三规定，以牟利为目的，制作、复制、出版、贩卖、传播淫秽物品的，处三年以下有期徒刑、拘役或者管制，并处罚金；情节严重的，处三年以上十年以下有期徒刑，并处罚金；情节特别严重的，处十年以上有期徒刑或者无期徒刑，并处罚金或者没收财产。根据1998年《最高人民法院关于审理非法出版物刑事案件具体应用法律若干问题的解释》的规定，以牟利为目的，实施刑法第三百六十三条第一款规定的行为，根据情节的轻重，可被判处从数年到无期的监禁。
2009年，一位网名叫「叶倩彤」的色情小说配音员被逮捕，是中国首例「网上制作传播淫秽电子信息犯罪」案件。2015年6月，笔名为“长着翅膀的大灰狼”的网络小说作者丁一，被法院以“贩卖淫秽物品牟利罪”判缓刑三年半。2018年10月，中国大陆耽美小说家天一等人，被安徽省芜湖县法院以“制作、贩卖淫秽物品”分别判处十个月到十年零六个月不等的有期徒刑。

## 事件进程
据沈阳新闻综合频道报道，最迟在2020年11月，中国大陆网友已向中国政府和相关机构举报JM及其作品。其中，有网友通过豆瓣鹅组聚集，最终整理出130页的报案资料。有网友在11月28日，取得北京市公安局相关机构的受案回执书。而与JM相关的微博话题——#jm帝国#，则被新浪封禁。
12月23日，全国扫黄打非办通过官网、微信公众号发布通报，叙述事件进程。通报说明：全国扫黄打非办接到网友举报后，部署辽宁省扫黄打非部门查办；沈阳市公安局沈北新区分局成立专案组展开调查，在蒋某某家中将其抓获；专案组在其电脑及移动硬盘中发现大量淫秽图片及其创作的淫秽漫画；沈北新区分局以涉嫌制作淫秽物品牟利罪将蒋某某刑事拘留，并进行审讯。警方调查指2016年起，蒋某某在北京、沈阳两地制作漫画并贩卖，获利120余万元。蒋某某共制作漫画九本，共计304张。事后鉴定其中的78张为淫秽图片。沈北新区分局治安大队大队长杨军普称“蒋某某制作图画只是为了牟利。
12月28日，全国扫黄打非办列出2020年“扫黄打非”十大热点网络话题，第十即是“淫秽漫画作者JM被刑拘”，微博相关话题阅读讨论量5亿次。
2021年2月据《半月谈》报道，事发后，中国国内仍有人通过互联网销售、登载蒋某某制作的“黄暴图片”。

## 反应
全国扫黄打非办官方在通报中指，“JM的涉案漫画不仅含有大量淫秽色情、血腥暴力内容，还充斥着以残忍手段凌辱、虐杀女性，宣扬‘军国主义’、侮辱‘慰安妇’等恶劣情节”。沈阳新闻综合频道的报道指，JM漫画作品“属于R18G”，“包含较多的裸露及性元素”。作品虚构的社会中，“男人是至高无上的统治者，他们可以肆意蹂躏虐待、甚至虐杀女性，并以此获得晋升。而女性，这辈子唯一的目标就是摧残自己的身体，来取悦男人。”
新京报评论文章称，蒋某某的漫画作品“不是一般意义上的色情淫秽作品”，“充斥着把女性肢解残害之后当作泄欲工具等令人作呕的桥段”。同时，“以慰安妇为自家故事的凌虐桥段和卖点”。中国青年报客户端文章指蒋某某的漫画“充斥大量侮辱贬低女性的情节”，“赤裸裸地宣扬淫秽暴力、人性黑恶”，以及与人性正义对立的价值观。
台湾《自由時報》报道指，中国近年迅猛开展「扫黄打非」行动，因强勢取締網路文學引發爭議，最新的例子即为JM，指其在“中國同人漫畫界小有名氣、人稱「國漫重口大師」”。
《半月谈》报道指其作品背景“设定接近现实”，“严重危害未成年人身心健康”，粉丝“将其制作的残忍血腥图画狡辩成‘反乌托邦’作品”。《半月谈》记者通过查阅蒋某某的外网帐号得知，蒋某某知晓他的行为可能已触犯中国法律，已提醒自己的粉丝不要在中国国内的网络平台传播作品，但仍继续制作发布。